# 嵩貴
嵩貴（1733年—1789年），石姓，字撫棠，号补山，内务府蒙古正黃旗人。清朝官员，進士出身。

## 生平
乾隆癸酉拔贡，二十一年（1756）丙子举人；二十六年（1761年），登進士（时隶内务府正黄旗包衣观音布管领下），改庶吉士。乾隆二十八年，任翰林院編修，乾隆三十年，任翰林院侍講、翰林院侍讀、河南鄉試正考官。乾隆三十一年，任右庶子。次年改日講起居注官。乾隆三十二年，提督河南學政。乾隆三十七年，任詹事府詹事；次年改內閣學士。乾隆三十九年，任武英殿總裁官、教習庶吉士、順天鄉試副考官，兼署鑲藍旗蒙古副都統。乾隆四十年，任殿試讀卷官。次年改經筵講官。乾隆四十三年，任會試副考官。乾隆四十八年，任御前侍衛、乾清門侍衛。乾隆五十年，任司經局洗馬。著有《邮囊存略》。

## 家庭
- 孫榮慶，嘉庆戊辰进士。